# Ludwik IV Zamorski
Ludwik IV Zamorski, fr. Louis IV d'Outremer, (ur. 920, zm. 10 września 954 w Reims) – król zachodniofrankijski w latach 936–954, syn Karola III Prostaka, z dynastii Karolingów francuskich.

## Życiorys
W okresie panowania Robertynów i walk o tron królewski w latach 923-936 Ludwik przebywał w Anglii, stąd jego przydomek "Zamorski". Wrócił do Francji w 936 roku. Po śmierci Ludwika IV królem Francji został jego syn Lotar, który panował do roku 986.